# Smile (album của Smile.dk)
Smile là album phòng thu đầu tay của ban nhạc pop Thụy Điển Smile.dk. Album được bán với chứng nhận vàng tại Nhật Bản, và ban nhạc cũng được nhận giải thưởng "Ban Nhạc Nữ xuất sắc nhất thế giới" vào năm 1998 tại Hồng Kông.

## Danh sách bài hát
Tất cả các bài hát được viết và sản xuất bởi Robert Uhlmann và Robin Rex.
1. "Butterfly" – 2:58
2. "Coconut" – 3:23
3. "Sweet Senorita" – 3:10
4. "Middle of the Night" – 3:24
5. "Tic Toc" – 3:00
6. "Get Out" – 3:12
7. "Boys" – 3:06
8. "Mr. Wonderful" – 3:14
9. "Knock Knock" – 3:16
10. "Comme Ci Comme Ca" – 3:03
11. "Happy In Love" (bản nhạc tặng thêm tiếng Nhật Bản/Malaysia) – 3:26